# Frank Havens
Frank Benjamin Havens (Arlington, 1º agosto 1924 – Harborton, 22 luglio 2018) è stato un canoista statunitense.
Ha partecipato a quattro edizioni dei giochi olimpici (1948, 1952, 1956 e 1960) conquistando complessivamente due medaglie.

## Palmarès
Olimpiadi
- 2 medaglie:
  - 1 oro (C1 10000 metri a Helsinki 1952)
  - 1 argento (C1 10000 metri a Londra 1948).